# Eddy Ausloos

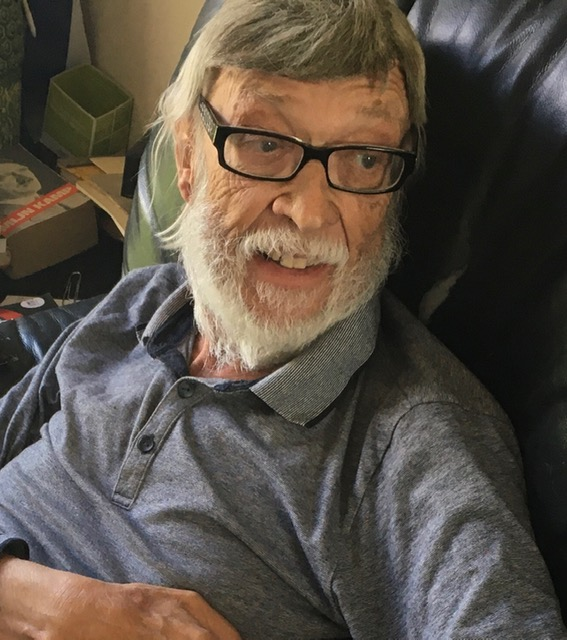
Eddy Ausloos in 2020

Eddy (Edmond) Ausloos (Antwerpen, 31 januari 1943) is een Belgische kunstschilder, etser, graficus en tekenaar. Als beeldend kunstenaar is hij vrijwel autodidact.

## Biografie
Eddy Ausloos groeide op in een proletarisch gezin. Zijn vader was havenarbeider en zijn moeder naaister. Hij genoot onderwijs op de lagere school aan de Antwerpse Zuiderdokken, die werd bevolkt door kinderen uit arbeidersgezinnen en schipperskinderen. Vervolgens doorliep hij glansrijk de middelbare school. Zijn vader droomde ervan dat zijn zoon leraar zou worden en schreef hem in aan de normaalschool aan de Pestalozzistraat in Antwerpen. Eddy wilde echter geen leraar worden, verliet de normaalschool en begon aan een middelbare opleiding in sociale wetenschappen.
In 1963 stopte Ausloos zijn studie en ging werken bij het expeditiebedrijf van "De Nieuwe Zandgroeven van Mol". Naast zijn werk als expediteur van wit zand voor o.a. kristal- en Muranoglas oefende hij zich in het lino snijden en de productie van decalcomanies. In 1964 werd Ausloos opgeroepen voor zijn militaire dienstplicht. Na een jaar militaire dienst – gelegerd in Euskirchen, Duitsland – keerde hij terug naar de Zandgroeven.

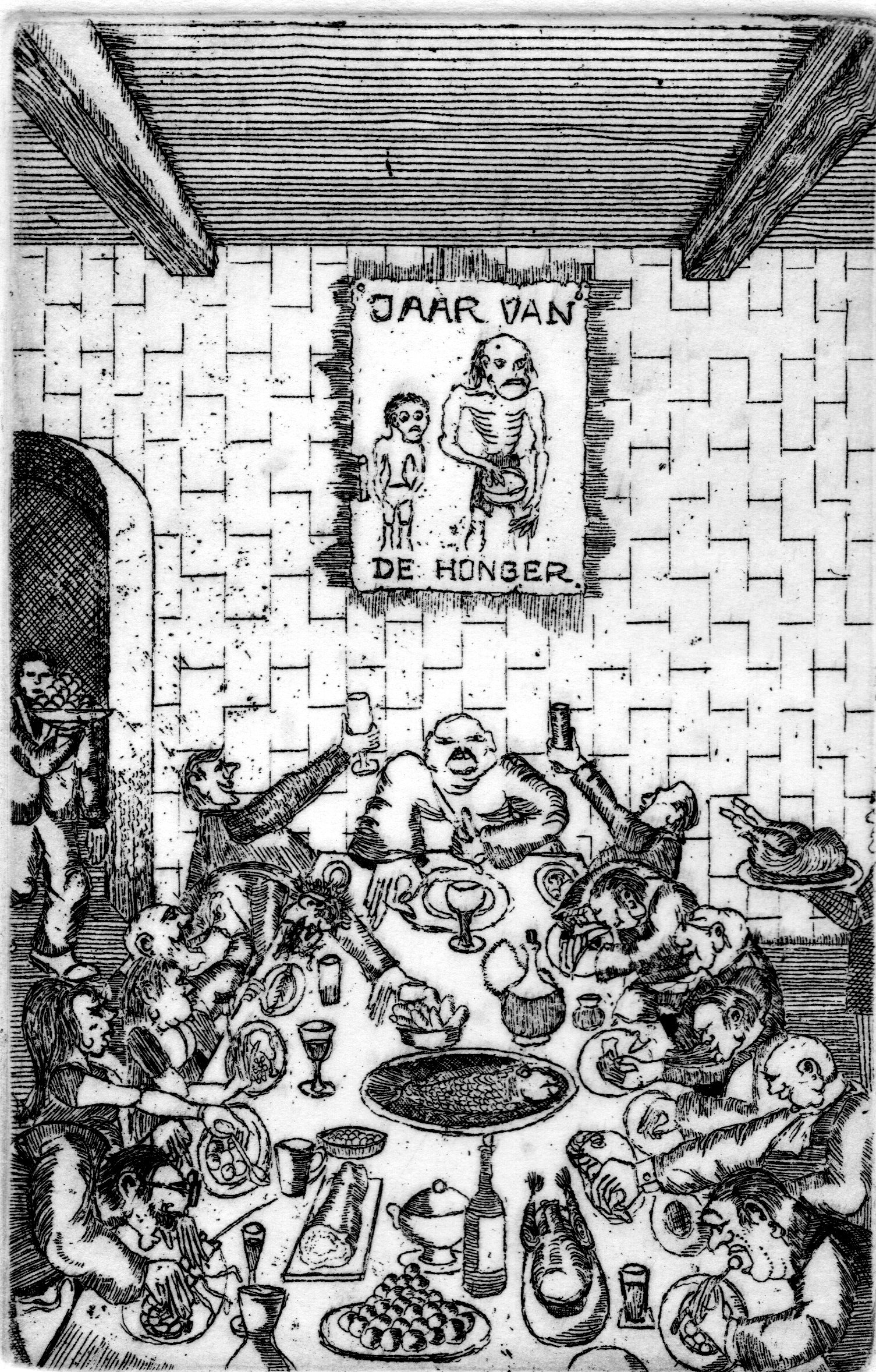
Spotprent van Eddy Ausloos op het ‘Jaar van de honger’, ets. 1980. Afmetingen papier 33 x 25 cm, plaatrand 100 x 65 mm.

In zijn vrije tijd kwam hij in contact met interessante figuren: schrijvers, dichters en kunstenaars zoals Wannes Van de Velde, John Lundström, Adriaan Peel, Tony Rombouts, Gust Gils, Jan Christiaens, Marc Andries, Roger van Akelijen en anderen, wat leidde tot de ontwikkeling van zijn creatieve talenten. Eddy ging lino’s snijden, maar ook etsen, collages en gouaches maken, waarvoor hij meer tijd kreeg toen hij in 1975 in dienst werd genomen door de 3e Directie van de Stad Antwerpen op de administratie onderwijsinspectie en kunstonderwijs aan de Hofstraat.
In 1974 trouwde Eddy Ausloos met Jeanine Smet, dochter van Marcel Smet en Ghislaine Mertens. In 1986 werd hun zoon Yannick geboren.
Tienjarig tijdschrift
In 1975 verscheen op initiatief en onder redactie van Eddy Ausloos en de schrijver/dichter Tony Rombouts het eerste nummer van het Tienjaarlijks Tijdschrift met als thema ‘publiciteit’ (uitgave Contramine en Ksylos, Antwerpen 1975; oplage 200 genummerde exemplaren). Hierin zijn bijdragen opgenomen van Wilfried Adams, Fernand Auwera, Maris Bayar, Jan Christiaens, Patrick Conrad, Jef Geeraerts, Gust Gils, Henri-Floris Jespers, Ben Klein, Michel Oukhow, Tony Rombouts, Nic Van Bruggen, Wannes Van de Velde en een suite van 16 originele linosneden getiteld ‘Plezanten meungdag, triestigen destdag’ van Eddy Ausloos. Volledige inhoudsopgave nr. 1 op dbnl.org.

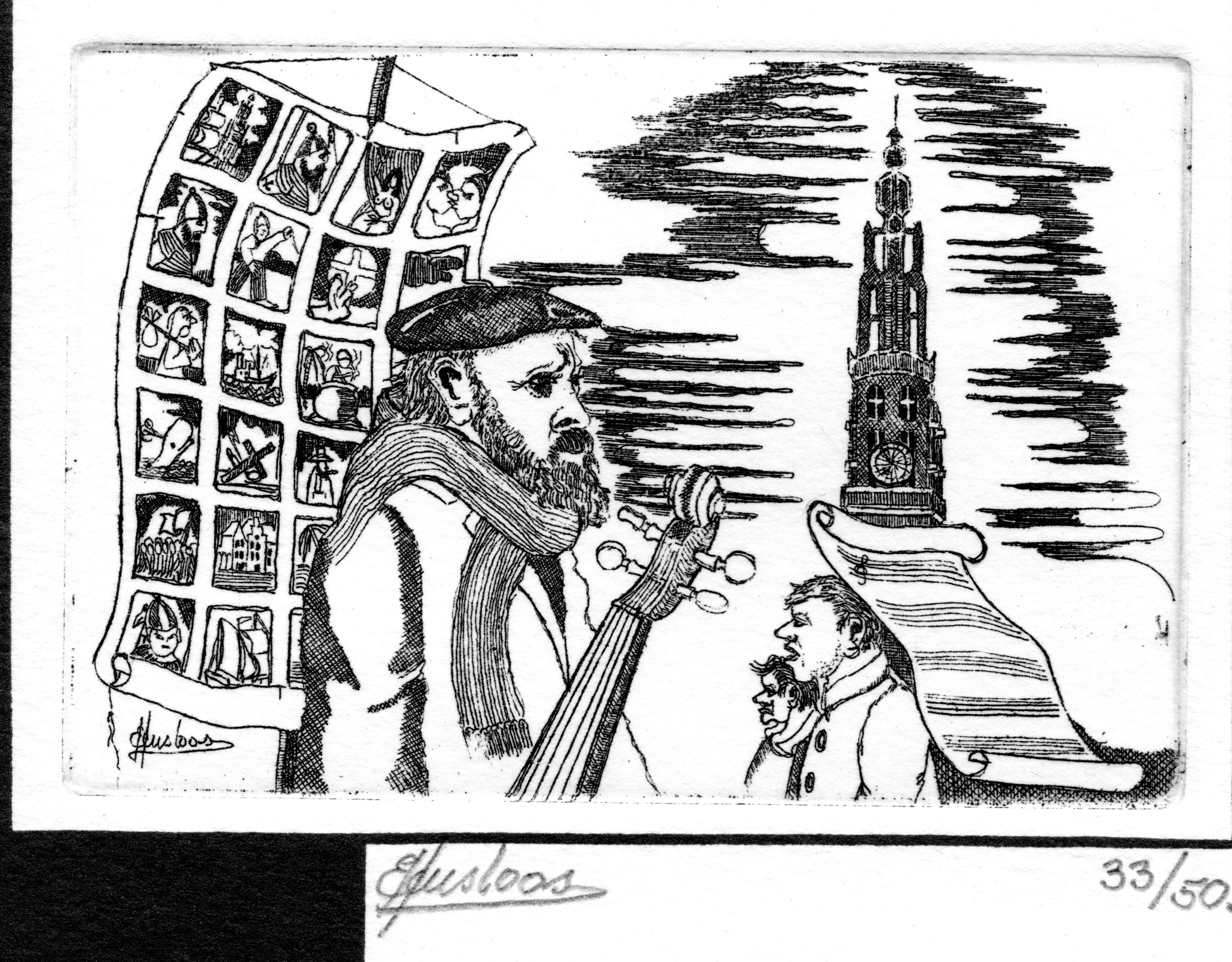
Portret van John Lundström op de omslag van het Tekstboek met 25 ‘Liekes’, ets, 1977. Afmetingen omslag: 29,5 x 20 cm, plaatrand: 60 x 90 mm.

Nummer 2 verscheen in 1986 – een jaar te laat – met als thema ‘macht’. Volledige inhoudsopgave nr. 2 op dbnl.org.
Op de achterzijde van het Tienjaarlijks Tijdschrift nr. 1 zijn kinderfoto’s en van nr. 2 communiefoto’s van de medewerkers afgedrukt.
De nummers 3 en 4, verschenen respectievelijk in 2004 en 2017 beide met de ondertitel (in Middelnederlands schrift) ‘soo is het oock noyt te vroeg om te laet te zyn’.
Aan het derde en vierde (vermoedelijk laatste) nummer van het Tienjaarlijks Tijdschrift werkten diverse schrijvers mee ter vervanging van inmiddels overleden medewerkers, waarmee het totaal aantal medewerkers aan het Tienjarig Tijdschrift op 35 is gekomen.

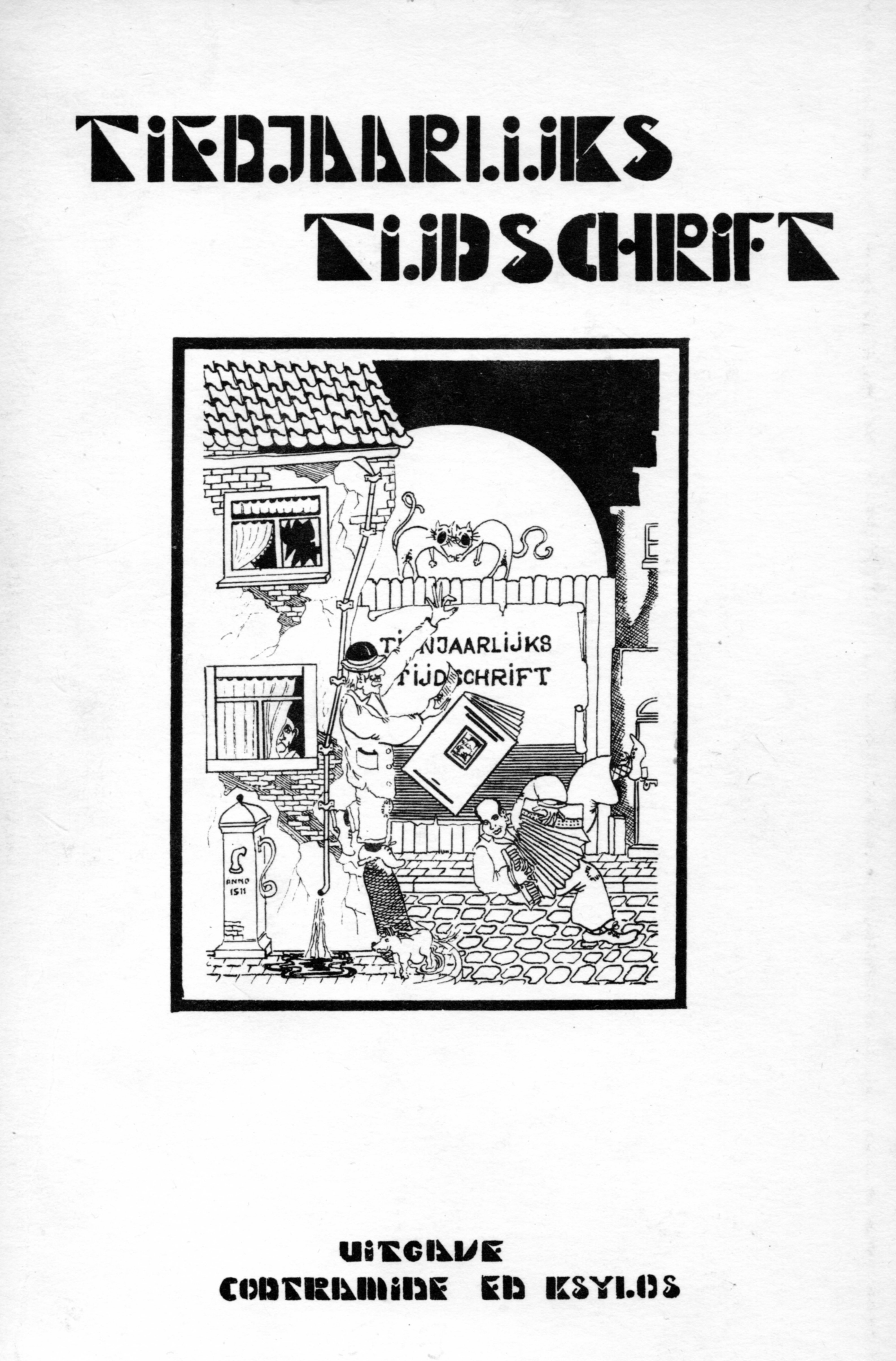
Omslag Tienjaarlijks Tijdschrift, het eerste nummer uit 1975. Ontwerp van Eddy Ausloos.

In dit laatste nummer is van Eddy Auloos ook de aankondiging opgenomen van zijn performance ‘Voorstelling 10-jaarlijks tijdschrift’ tijdens het Belgium Performance Festival op 4 oktober 2016 te Brussel.
Uitgeverij Arsenaal
Met hulp van Walter Soethoudt en Toon Brouwers richtte Ausloos in 1975 de nog steeds bestaande uitgeverij vzw Arsenaal op, met als doelstelling: de mogelijkheid bieden aan iedereen om op een democratische manier een uitgave op de markt te brengen. Uitgeverij Arsenaal gaf ook een aantal producties van Eddy Ausloos uit.
Naast veel losse etsen en lino’s vervaardigde Ausloos in 1977 etsen voor de kalender 1978 van het Mechels Stadspoppentheater en voor de kalender van de gemeente Berchem.
Eddy Ausloos exposeerde zijn werk onder meer in Antwerpen, Brussel en Middelburg.

## Werk in openbaar bezit

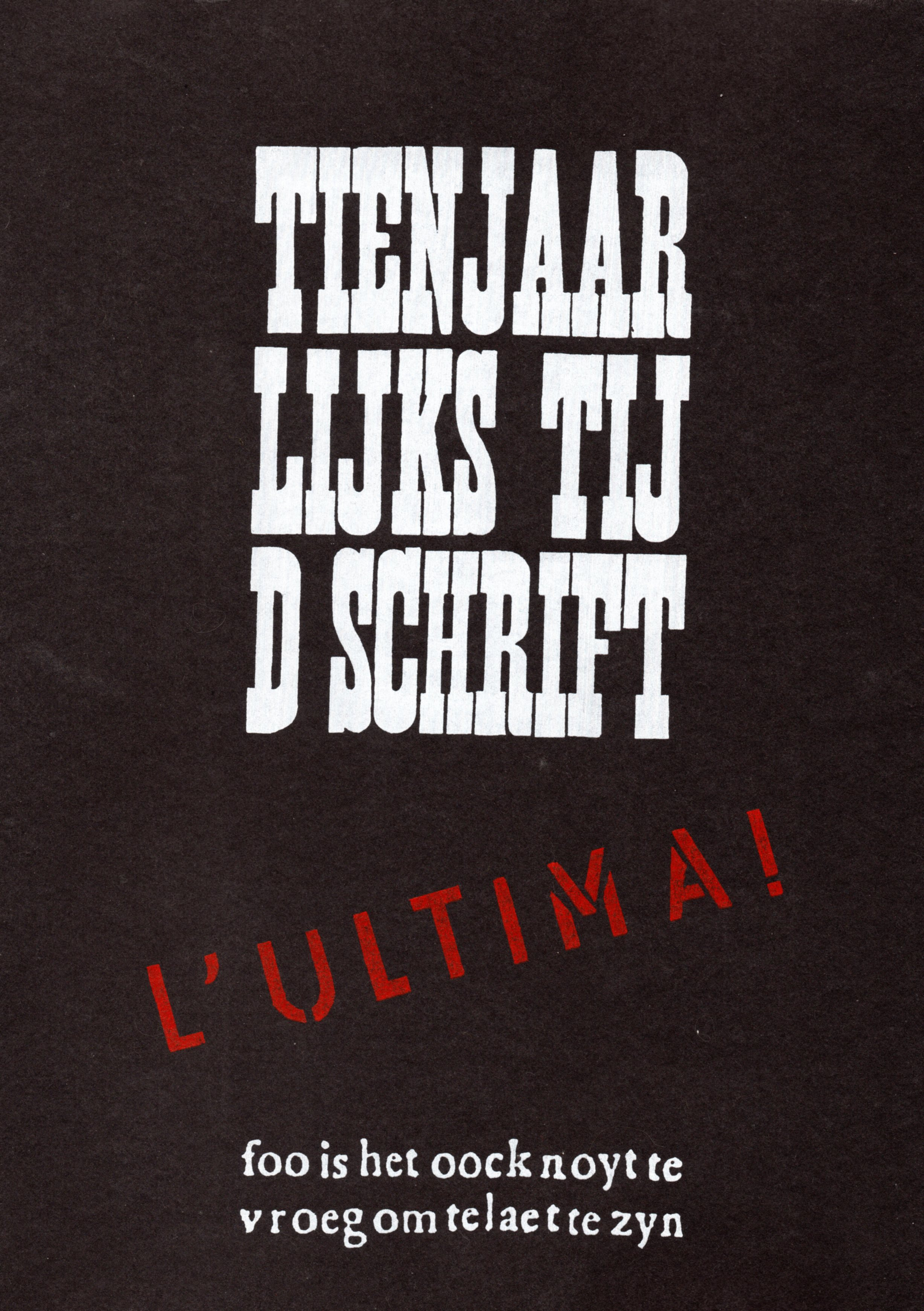
Omslag van het Tienjaarlijks Tijdschrift, het vierde en laatste nummer uit 2017.

Prenten van Eddy Ausloos zijn onder andere te vinden in het Stedelijk Prentenkabinet van Antwerpen.

## Bibliografie

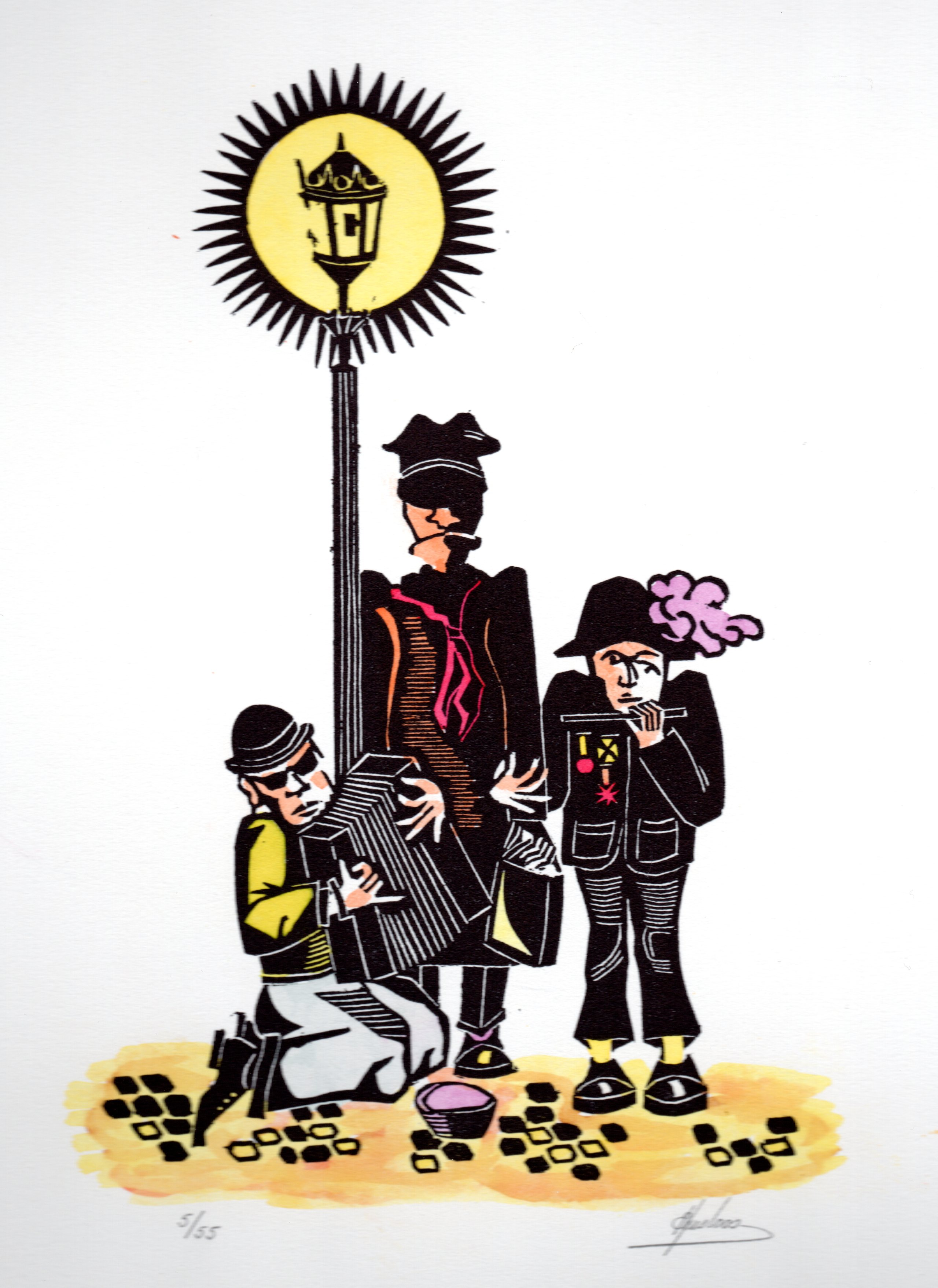
Eerste lino uit Parochie van miserie, ingekleurde linosnede, 1974. Afmetingen blad: 45 x 32 cm, lino’s: 300 x 200 mm.

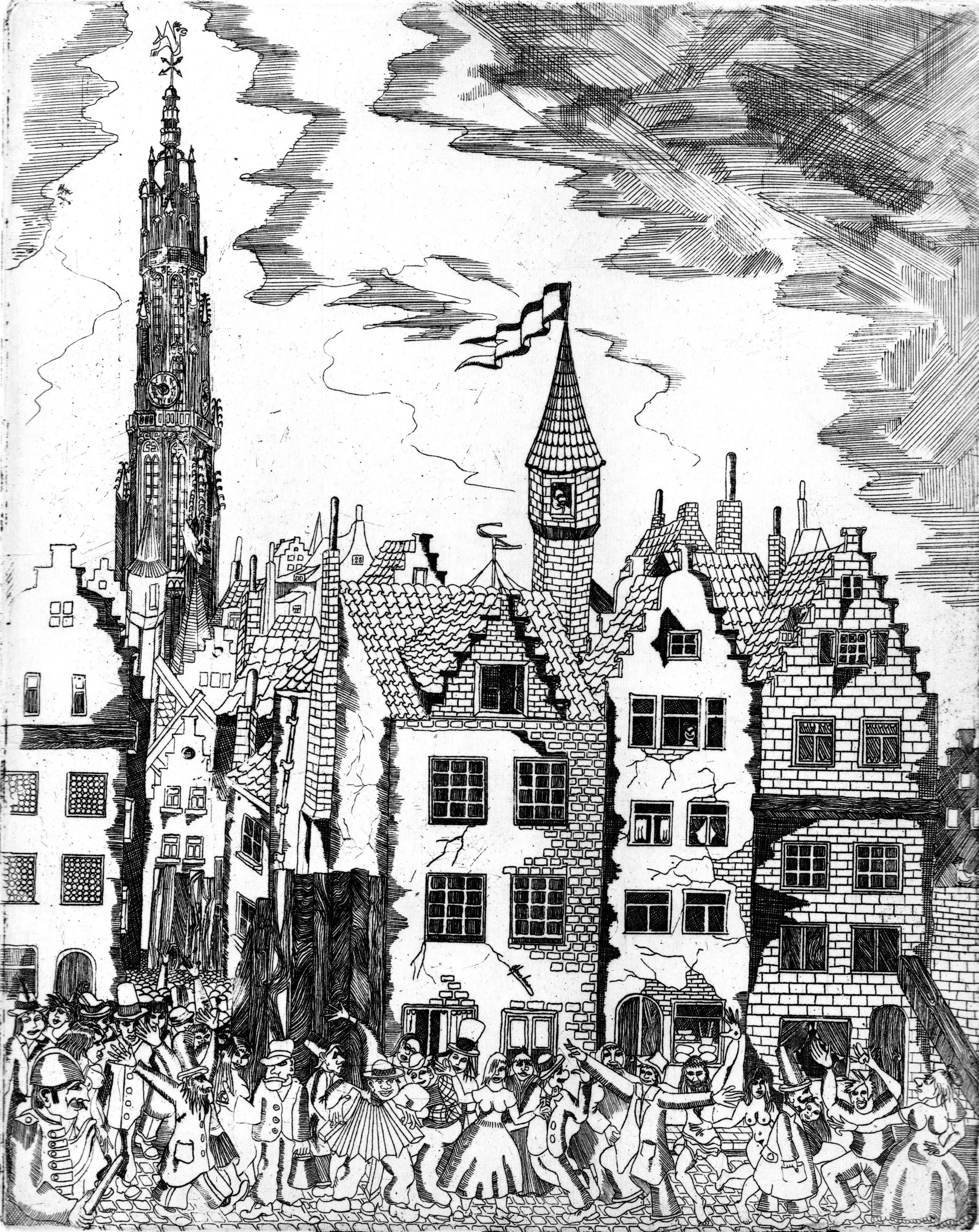
Eddy Ausloos - Eén van de Vijf Beelden uit de Plezante Stad, ets, 1977. Afmetingen papier: 32 x 24 cm, plaatrand: 247 x 195 mm.

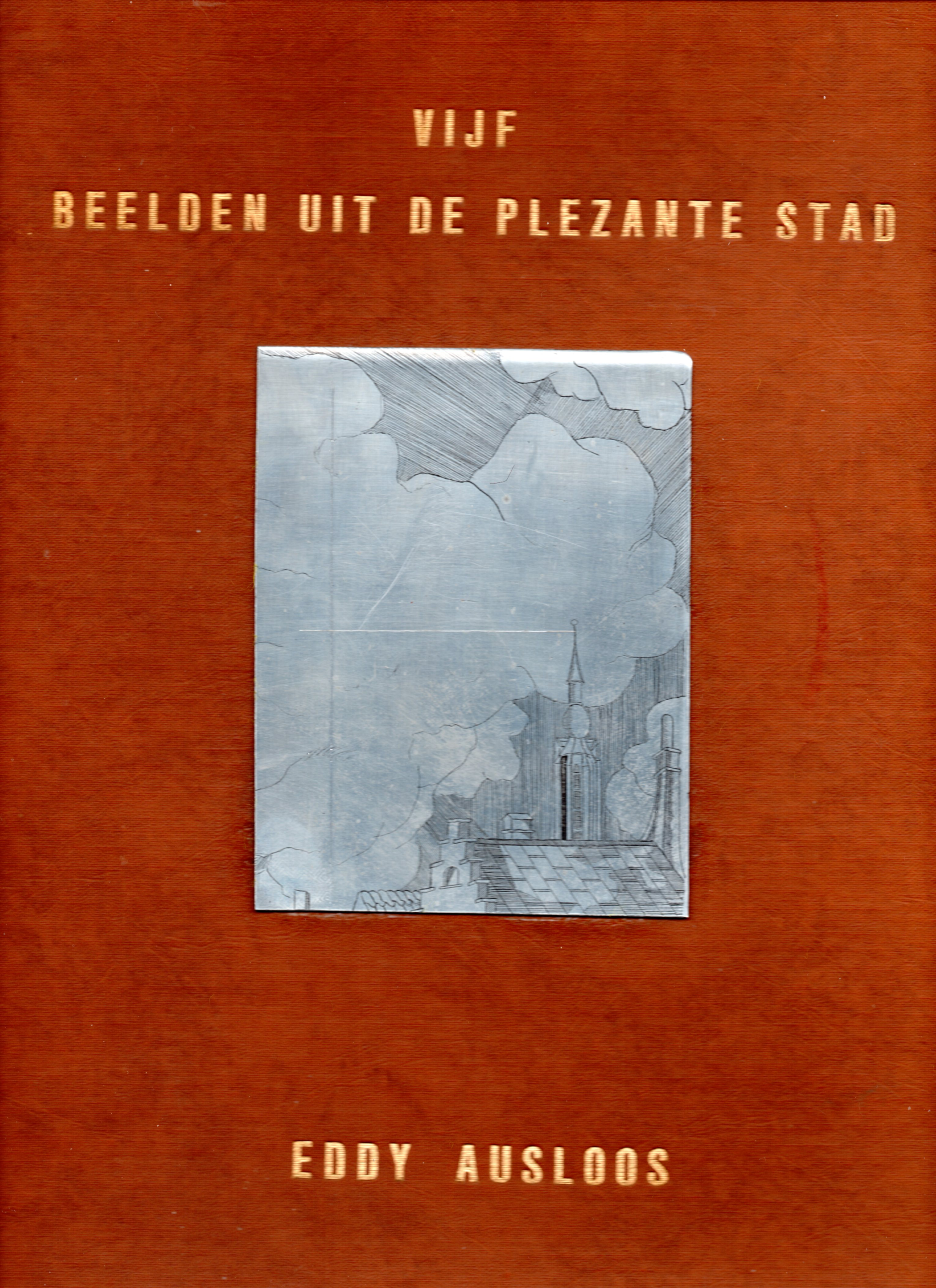
Eddy Ausloos - 'Vijf Beelden uit de Plezante Stad'. Omslag luxe map met een kwart van een etsplaat van één van de beelden, 1977.

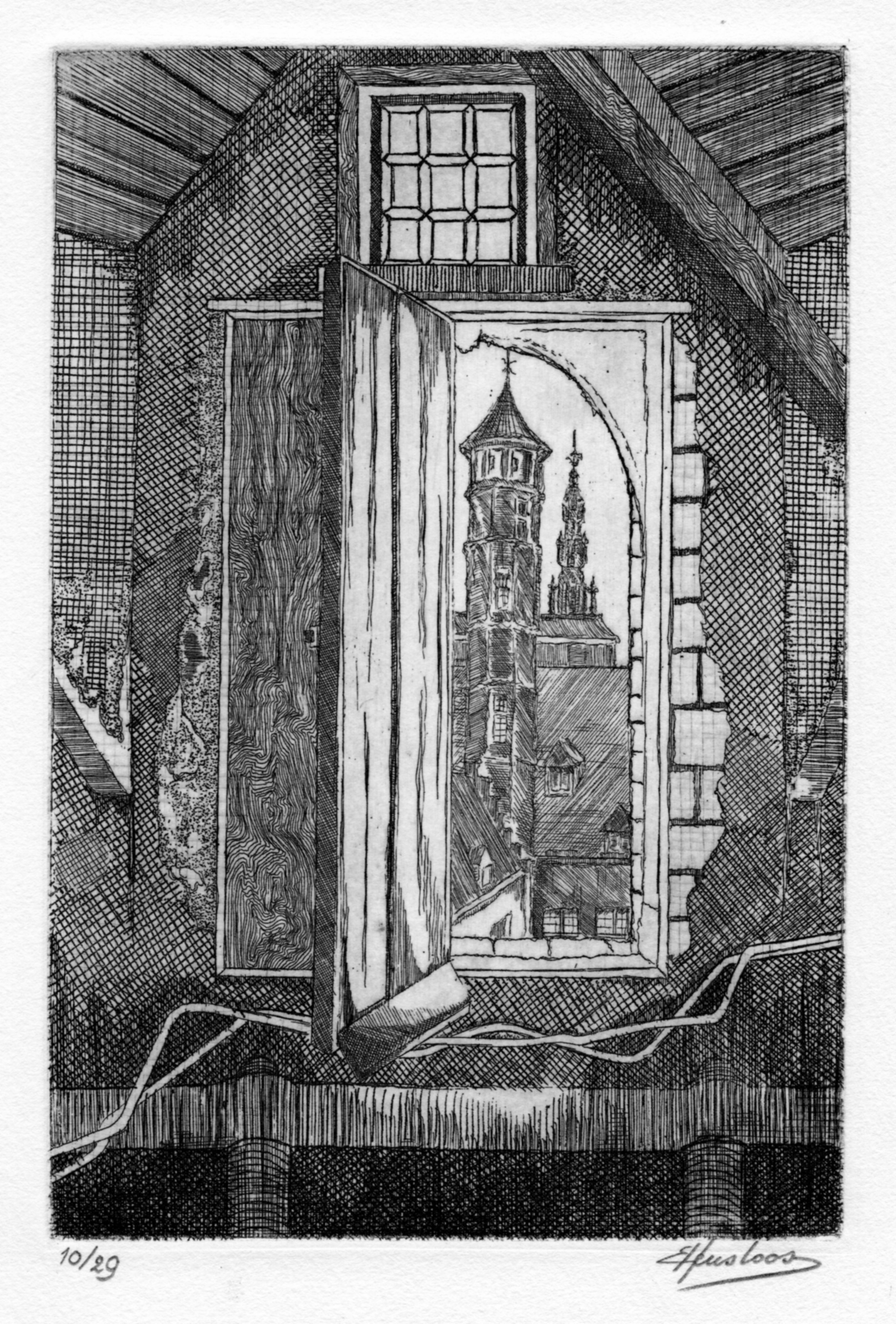
Eddy Ausloos - Prent uit het mapje 'In en rond de Hofstraat' met vier koperetsen, 1999. Afmetingen papier: 23,5 x 15,5 cm, plaatrand: 148 x 98 mm.

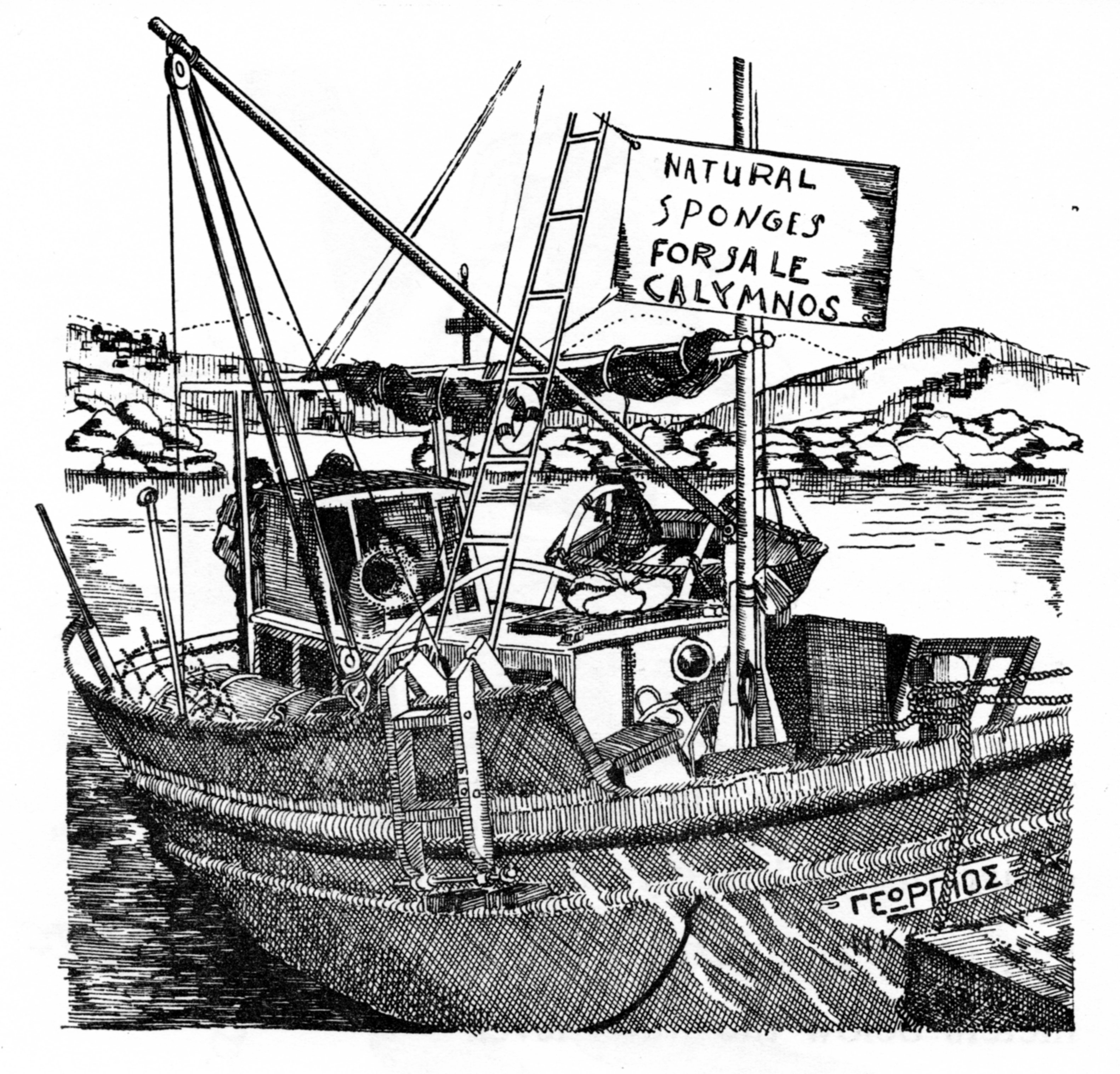
Eddy Ausloos - Pentekening uit Sponges, 1983. Afmetingen 14 x 15 cm, tekening 120 x 120 mm

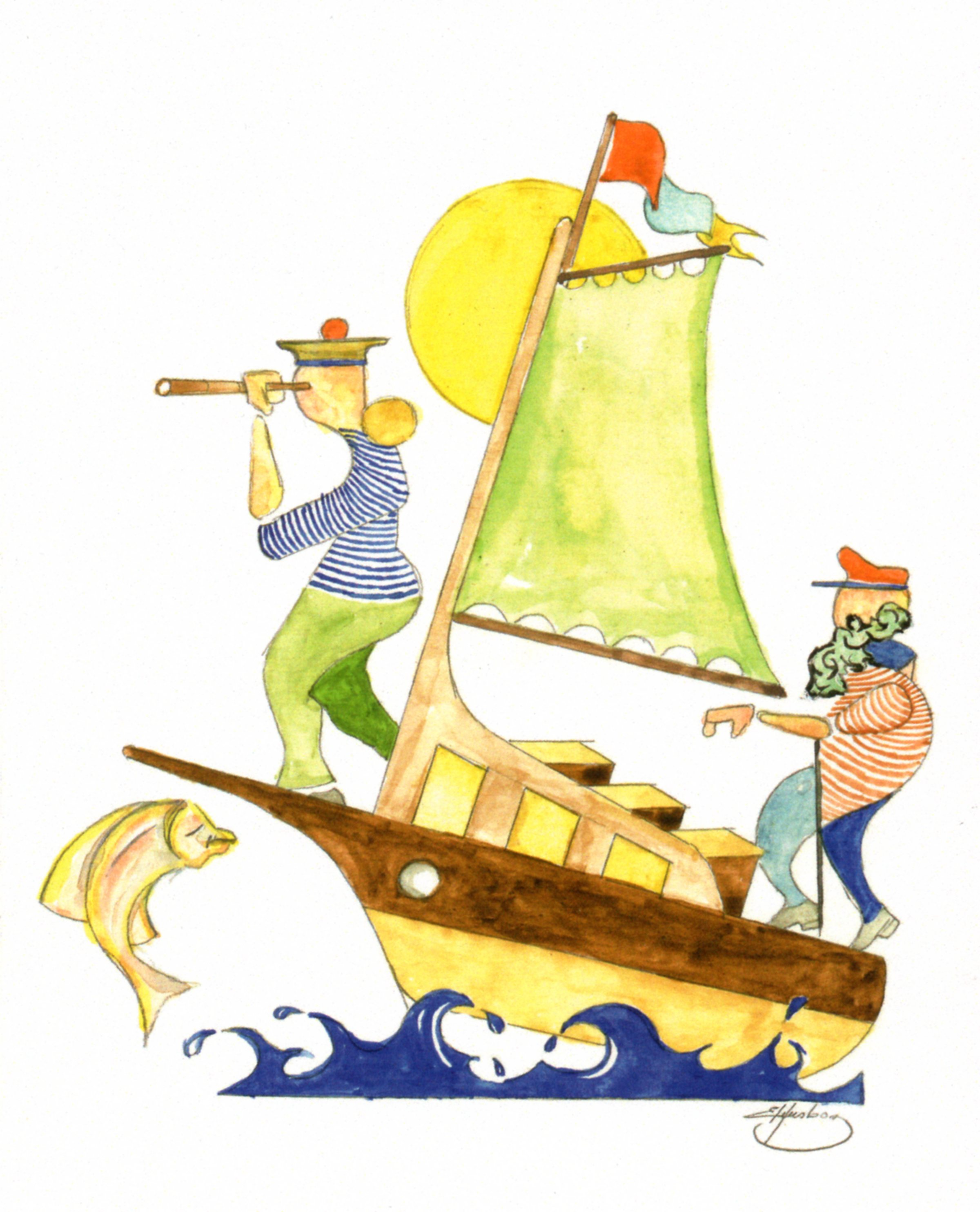
Illustratie van Eddy Ausloos voor de verschijning van Marc Andries’ bundel, Nieuwe verzen, 2020, aquarel. Afmetingen 125 x 105 mm.